# Copa Asiática de Voleibol Masculino
A Copa Asiática de Voleibol Masculino (em inglês:  AVC Cup for Men) é uma competição internacional bienal de voleibol realizado desde 2008 pela Confederação Asiática de Voleibol (CAV), reunindo países da Ásia e da Oceania. Tendo a equipe do Irã como maior vencedora com três títulos.

## Quadro de Medalhas
| Ordem | País          | Medalha de ouro | Medalha de prata | Medalha de bronze | Total |
| ----- | ------------- | --------------- | ---------------- | ----------------- | ----- |
| 1     | Irã           | 3               | 2                | 0                 | 5     |
| 2     | China         | 2               | 2                | 1                 | 5     |
| 3     | Coreia do Sul | 1               | 1                | 0                 | 2     |
| 4     | Catar         | 1               | 0                | 0                 | 1     |
| 5     | Japão         | 0               | 1                | 3                 | 4     |
| 6     | Índia         | 0               | 1                | 1                 | 2     |
| 7     | Cazaquistão   | 0               | 0                | 1                 | 1     |
| 7     | Bahrein       | 0               | 0                | 1                 | 1     |

## Sedes
| Sede | Nação         | Ano(s)           |
| ---- | ------------- | ---------------- |
| 3    | Tailândia     | 2008, 2016, 2022 |
| 1    | Irão          | 2010             |
| 1    | Vietname      | 2012             |
| 1    | Cazaquistão   | 2014             |
| 1    | Taipé Chinesa | 2018             |

## Performance por ano
| Nação         | 2008 | 2010 | 2012 | 2014 | 2016 | 2018 | 2022 | Anos |
| ------------- | ---- | ---- | ---- | ---- | ---- | ---- | ---- | ---- |
| Austrália     | 5º   | 5º   | 7º   | 7º   | 6º   | 6º   | 8º   | 7    |
| Bahrein       | •    | •    | •    | •    | •    | •    | 3º   | 1    |
| Catar         | •    | •    | •    | •    | •    | 1º   | •    | 1    |
| Cazaquistão   | •    | 7º   | •    | 3º   | 5º   | 7º   | •    | 4    |
| China         | 3º   | 2º   | 1º   | 5º   | 2º   | •    | 1º   | 6    |
| Coreia do Sul | 2º   | 6º   | 5º   | 1º   | 8º   | 8º   | 4º   | 7    |
| Hong Kong     | •    | •    | •    | •    | •    | •    | 11º  | 1    |
| Índia         | •    | 3º   | 4º   | 2º   | •    | •    | 10º  | 4    |
| Indonésia     | 8º   | •    | •    | •    | •    | •    | •    | 1    |
| Irão          | 1º   | 1º   | 2º   | 4º   | 1º   | 2º   | 5º   | 7    |
| Japão         | 4º   | 8º   | 3º   | 6º   | 3º   | 3º   | 2º   | 7    |
| Myanmar       | •    | •    | 8º   | •    | •    | •    | •    | 1    |
| Paquistão     | •    | •    | •    | •    | •    | •    | 6º   | 1    |
| Tailândia     | 6º   | •    | •    | 8º   | 7º   | 5º   | 7º   | 5    |
| Taipé Chinesa | 7º   | 4º   | •    | •    | 4º   | 4º   | 9º   | 5    |
| Vietname      | •    | •    | 6º   | •    | •    | 9º   | •    | 2    |
| Total         | 8    | 8    | 8    | 8    | 8    | 9    | 11   |      |

## MVP por edição
- 2008 -  Hamzeh Zarini
- 2010 -  Farhad Nazari Afshar
- 2012 -  Zhan Guojun
- 2014 -  Seo Jae-duck
- 2016 -  Alireza Behboudi
- 2018 -  Ibrahim Mohamed
- 2022 -  Zhang Jingyin